# Młodzieżowa Orkiestra Salonowa Junior PIK

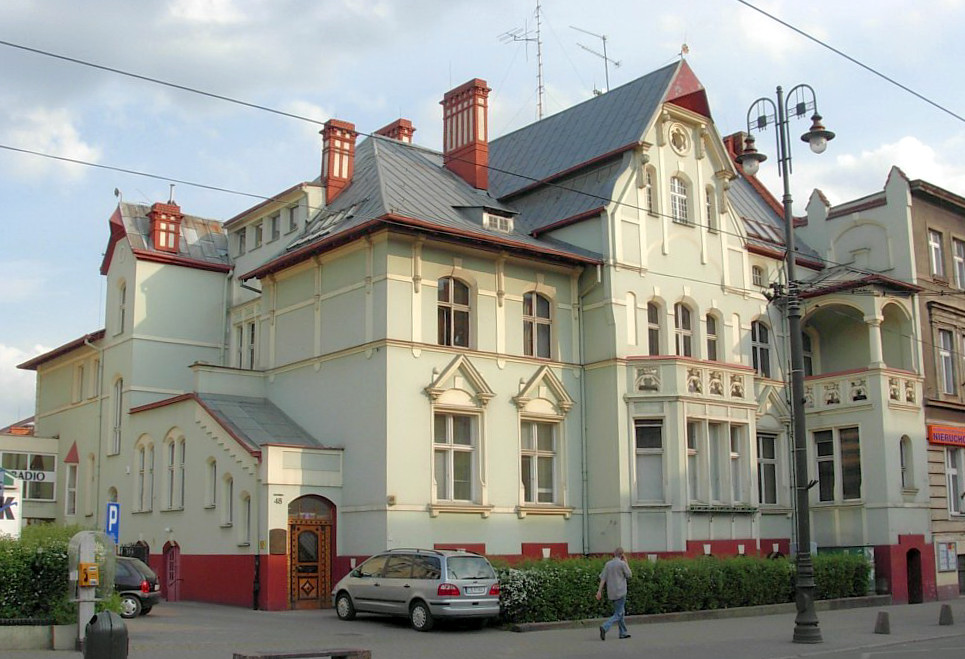
Budynek Polskiego Radia Pomorza i Kujaw

Młodzieżowa Orkiestra Salonowa „Junior PIK” – orkiestra symfoniczna złożona z uczniów bydgoskich szkół muzycznych.

## Historia
Orkiestra powstała w 1994 r. z inicjatywy uczniów Zespołu Szkół Muzycznych im. Artura Rubinsteina w Bydgoszczy. Opiekę artystyczną sprawował od początku pedagog szkoły i muzyk (perkusista) Orkiestry Symfonicznej Filharmonii Pomorskiej w Bydgoszczy – Mirosław Żyta. Pierwszym dyrygentem zespołu był Michał Dworzyński. Patronat nad orkiestrą objęła bydgoska Rozgłośnia Polskiego Radia Pomorza i Kujaw. Umożliwiono młodzieży odbywanie prób w pomieszczeniach studyjnych. Wkrótce młodzi artyści wydali swoją pierwszą płytę „Radość gry - to my”, zawierającą kilkanaście przebojów muzyki rozrywkowej.
Przez kolejne lata muzycy dali kilkadziesiąt koncertów dla różnych środowisk, a także wystąpili ze specjalnym programem dla telewizji. Ich pierwszymi występami zagranicznymi były koncerty w Niemczech w 1997 r. W 2002 r. występowali w Austrii, nad Jeziorem Bodeńskim.

## Charakterystyka
Zespół liczy około 30 osób. Grają w nim uczniowie bydgoskich szkół muzycznych w wieku od 13 do 19 lat, a także studenci bydgoskiej Akademii Muzycznej, którzy byli członkami „orkiestry salonowej” w czasach swojej nauki w Zespole Szkół Muzycznych. Orkiestra jest zjawiskiem unikalnym w regionie kujawsko-pomorskim. W repertuarze znajdują się utwory  muzyki rozrywkowej, operetkowej (J. Straussa, J. Offenbacha, F. Lehára), muzyka filmowa i z musicali. Młodzieżowa Orkiestra Salonowa akompaniuje także solistom - wokalistom i instrumentalistom. 